# Football Club Saint-Leu 95
Le Football Club Saint-Leu 95 est un club de football français fondé en 1928 et basé à Saint-Leu-la-Forêt dans le département du Val-d'Oise.
Dans les années 1990, il s'impose rapidement comme le club phare du Val-d'Oise en se hissant en Division 3 puis en National 1 pendant les années 1990, mais le club subit cependant de nombreuses rétrogradations administratives consécutives peu avant les années 2000, faisant sombrer le club au niveau régional, dans lequel il évolue actuellement. Malgré une courte montée en National 3 en 2019, le club ne se maintient pas au sein de la 5e division du football français et redescend en Régional 1 (6e niveau) division dans laquelle il évolue actuellement, occupant la 2e place du Groupe A d'Île-de-France.

## Histoire

### Premières heures de gloires (1984-1996)
Dans les années 1990, le club s'impose comme le club phare du Val-d'Oise d'où sa présence en National 1 (ou Division 3).
Les Val-d'Oisiens champions de DH Île-de-France sont promus en Division 4 en 1984. La saison 1984-85 est très satisfaisante pour le FC Saint-Leu qui termine à la 5e place de son groupe avec 28 points, à seulement 5 unités du FC Saint-Lô, le premier promu.
L'année suivante, en 1985-86 l'équipe fait même mieux et termine la saison sur le podium du groupe B, à la 3ème place avec 34 points échouant cette fois à 2 petits points de l'Évreux AC. Lors de la saison 1986-87 le FC Saint-Leu continue à se positionner dans la course à la montée, mais ne parviens pas à finir dans les 2 premiers , finissant  4e de son groupe totalisant 33 points, devancée par un trio francilien composé de l'AS Poissy, l'USM Senlis et de l'ES Viry-Châtillon. La saison suivante voit le club passer un cap. En effet, lors de l'édition 1987-88 le FC Saint-Leu toujours dans la course à la montée, parviens à finir second de sa poule comptabilisant 38 points et finissant à égalité avec le vainqueur l'Évry AS, qui devance les Val-d'Oisiens à la différence de buts. Cette place de second étant synonyme de montée, le FC Saint-Leu jouera donc en Division 3 l'année suivante.
En 1988-89 pour sa première saison en D3, Saint-Leu surprend de nouveau, en se maintenant plus que largement, en fin de saison, le club est dans le haut de tableau et finit 4es avec 35 points, cependant bien devancés par le Red Star promu avec 13 points de plus. Lors de la saison suivante, en 1989-90 voit le club rentrer dans le rang et se placer plus au milieu de tableau. Avec un maintien facile, Saint-Leu se classe ainsi à la 9e position du groupe Nord avec 30 points. La saison 1990-91 est une réussite pour le club qui retrouve la course à la montée en Division 2. Bataillant pour la première place, Saint-Leu est dépassé en fin de championnat, et termine second de la poule Nord avec 40 points à seulement 3 longueurs du vainqueur, le Amiens SC. La saison 1991-92 est similaire, le club finit une nouvelle fois second avec 43 points, à égalité avec le vainqueur l'US Créteil. La saison 1992-93 est enfin la bonne, Saint-Leu domine le groupe Nord dont il finit confortablement 1er de avec 39 points. Le club est donc promu en National 1 (qui est toujours un équivalent à la D3) à la suite de la restructuration des divisions nationales amateures par la FFF et par exemple, la création du N3 du N2 et du N1 .
La première saison du FC Saint-Leu en National 1 est satisfaisante en 1993-94 où le club se maintient facilement en finissant 6e du groupe A avec 35 points. Pendant la saison suivante 1994-95 le club se fait peur et se maintient avec plus de difficultés, se positionnant 13e du même groupe avec 32 points. Lors de la saison 1995-96 les val-d'oisiens repartent de l'avant et au terme de la saison d'obtenir une honorable 5e place avec 45 points dans un groupe A dominé par l'ESTAC Troyes et le Stade Briochin.

### Fusion (1996-1999)
Le club fusionne en 1996 avec l'US Saint-Denis pour donner naissance au Saint-Denis Saint-Leu FC, dont l'ambition était de créer, sous la présidence de l'ancien international français Dominique Rocheteau un club de banlieue Parisienne à vocation européenne pouvant occuper à plein temps le tout nouveau Stade de France.
Pour sa saison inaugurale en 1996-97 Saint-Denis Saint-Leu, emmené par le prolifique Joël Tiéhi (meilleur buteur du Groupe A avec 22 buts) se maintient aisément en terminant 7e de National comptabilisant 57 points. La saison suivante en 1997-98 est bien plus difficile pour le club, qui peinant en championnat se maintient difficilement finissant 13e avec 38 points. Les choses ne s'améliorent pas pour Saint-Denis Saint-Leu qui malgré son maintien sportif est rétrogradé administrativement en CFA pendant l'intersaison pour des raisons financières.
À la fin de la saison 1998-99 de CFA le club déçoit en échouant à remonter en National 1 en finissant 8e avec 84 points. Pire le cauchemar continue et le Saint-Denis Saint-Leu FC est de nouveau rétrogradé administrativement pour de graves problèmes financiers.

### Lente reconstruction (1999-)
À la suite de nouveaux ennuis financiers et de plusieurs rétrogradations, le club se sépare de Saint-Denis et redevient le FC Saint-Leu en 1999 et repart de zéro au niveau régional.
En 2002, le club fusionne de nouveau avec Le Plessis-Bouchard (Val d'Oise).
En 2008, les U17 du FC Saint-Leu PB 95 accèdent au championnat national (1ère division), et parviennent à se maintenir pendant 2 saisons, avant d'être relégués de nouveau en DH, puis de sombrer dans les niveaux régionaux.
En 2015, le club se sépare du Plessis-Bouchard, et reprend le nom de FC Saint-Leu 95.
Lors de la saison 2016-2017, le FC Saint-Leu 95 accède à la DSR (soit la 7e division) en terminant second de sa poule de division d'honneur (DHR). Les Seniors en Régional 2 (nouveau nom de la DHR) enchaînent les promotions et accèdent alors au Régional 1 (l'équivalent de la 6e division nationale) lors de la saison 2017-2018, 8 ans après avoir quitté la DH.
Avec l'intention de se maintenir au début de la saison 2018-19 de Régional 1, le FC St Leu 95 devient cependant très rapidement un candidat à la montée en National 3 (5ème niveau national) tout comme ses concurrents directs, l'US Saint-Denis ou bien leurs voisins de l'AS Saint-Ouen-l'Aumône.
A la toute fin de championnat , le FC Saint-Leu est alors second de sa poule, derrière la deuxième réserve du PSG qui ne peut pas monter en National 3. C'est donc Saint-Leu qui monte en priorité en cas de victoire. Les Saint-Loupiens dauphins du PSG-C arrachent leur historique promotion en National 3 en s'imposant face aux Parisiens pourtant leader, le 25 mai 2019, sur le score 1-0 devant leur public.
Le club valide donc sa montée en National 3, et son retour aux compétitions nationales depuis 2000 et sa rétrogradation de CFA vers les divisions régionales.
L'équipe joue son premier match de National 3 contre Torcy le 17 août 2019. Les Saint-Loupiens s'inclinent 3 buts à 1. Le 31 août 2019 les val-d'oisiens jouent leur premier match à domicile contre Noisy-le-Grand et c'est aussi leur première victoire sur un score de 2-0 devant leur public. Malgré ce résultat et quelques fulgurances comme un succès contre le FC Versailles, l'épouvantail du groupe, Saint-Leu ne parvient pas à décoller et s'enfonce rapidement dans la zone rouge. Lorsque le championnat est mis à l'arrêt puis officiellement fini à cause de la Pandémie de Covid-19, le club pointe avec 14 points à la 13e et avant-dernière place de son groupe, devant l'AC Boulogne-Billancourt. Saint-Leu est relégué de nouveau en Régional 1.
Le club ambitionnant de remonter immédiatement en National 3 va cependant voir ses ambitions considérablement ralenties à cause de la pandémie de Covid-19 qui impose une nouvelle fois l'arrêt total des compétitions amateurs.

## Palmarès et records

### Palmarès
| Compétitions nationales | Compétitions régionales                                    |
| --- | ---------------------------------------------------------- |
| - Championnat de France de Division 3 (D3) - Vainqueur de groupe :1993 - Coupe de France - Meilleure performance : 8e de finale en 1995 | - Division d'Honneur Paris Île-de-France - Champion : 1984 |

### Parcours en Coupe de France
Lors de la saison 1993-1994, le FC Saint Leu 95 participe à son premier 32ème de finale de Coupe de France, s'inclinant sur le petit score de 1-0 face au FC Metz qui évolue en D1.
Lors de la saison suivante, en Coupe de France de football 1994-1995, le club écarte le FC Vaulx-en-Velin en trente-deuxièmes de finale et réalise son meilleur parcours en arrivant jusqu'en huitièmes de finale après avoir fait sensation en éliminant le FC Nantes (D1) alors au sommet du foot français , aux tirs au but en seizièmes de finale au Stade Robert-Bobin. La belle aventure de Saint-Leu s'arrête au tour suivant face aux alsaciens du RC Strasbourg (lui aussi en D1), sur le score de 1-3.
Le club parvient de nouveau à se hisser en trente-deuxièmes de finale en 1995-1996 et retrouve un club de l'élite française, le Lille LOSC, mais contrairement à l'année passée, les Val-d'oisiens ne parviennent pas à créer l'exploit et s'inclinent 0-1 face aux nordistes.
Lors de la Coupe de France 1997-1998, le FC Saint Leu se hisse jusqu'en 32e de finale, et retrouve un club de Première division, l'Olympique lyonnais alors proche des sommets de la Ligue 1. Saint-Leu s'incline logiquement 0-2 face aux gones, futurs demi finalistes.
En 1998-1999, les Val-d'Oisiens s'imposent en trente-deuxièmes de finale à domicile face à l'Angers SCO, alors en National, le club motivé à égaler voire surpasser son meilleur parcours subit alors une véritable désillusion en seizièmes de finale, en s'inclinant contre sur le terrain des normands du FC Rouen, club de CFA 2 soit une division en dessous, sur le score de 2-0.
Lors de la saison 2001-2002 , le club pensionnaire de DHR (8e division), doit se déplacer au Vélodrome pour y défier l'Olympique de Marseille en 32e de finale de la Coupe de France. Au stade Vélodrome accompagné de nombreux supporters franciliens ayant fait le déplacement, le club s'incline 2 buts à zéro (André Luís (31e) et Frank Lebœuf (pen. 85e)) pour l'OM avec les honneurs.
Saint-Leu retrouve des couleurs et accède au 5e tour de la Coupe de France 2022-2023 après avoir défait Limay & l'étoile Bobigny. Le club accueille l'historique Red Star FC alors 4e du Championnat de National au Stade Gérard Houiller. Malgré une première mi-temps équilibrée face aux audoniens, Saint-Leu n'arrive pas à rivaliser avec le Red Star, et finit par s'incliner 0-3.

## Rivalités
Le club étant du Val-d'Oise, il a de nombreuses rivalités avec ses voisins du même département ou bien du reste de l'Île-de-France. Lors de ses années en D3 et D4 le club entretenait des rivalités avec l'AS Évry ou bien l'US Créteil contre lesquels Saint-Leu bataillait pour la promotion. Ces rencontres étaient déjà qualifiés de derby parisiens à l'époque.
À la suite de ses nombreuses rétrogradations, le FC Saint-Leu 95 se laisse distancer par deux autres clubs de football val-d'oisiens, l'Entente SSG (en National / National 2) et l'AS Saint-Ouen l'Aumône (en National 3 pour quelques années) et par conséquent, n'est plus le club phare du Val-d'Oise.
Pour son retour en Régional 1, le FC Saint-Leu va retrouver 3 autres clubs val-d'oisiens dans des derbys locaux généralement de haut de tableau opposant les Saint-Loupiens à l'AS Saint-Ouen l'Aumône, au Cergy-Pontoise FC ou au Saint-Brice 95 FC.

## Personnalités

### Entraîneurs
- 1982-1994 :  Alain Pascalou
- 1995-1996 :  Fabrice Picot
- 1996-1997 :  Didier Notheaux

### Joueurs
- Vincent Pajot
- Yves Deroff
- Alioune Touré
- Vincent Carlier
- Jean-Marc Ferreri
- Yvan Lebourgeois
- Patrick Regnault
- Brahim Thiam
- Joël Tiéhi
- Pierrick Capelle

## Structures du club

### Stade
Le club joue ses matchs à domicile au stade Gérard-Houllier (anciennement appelé stade Municipal) situé à la même adresse que le siège du club. Ce stade est doté de 2 tribunes situées de part et d'autre du terrain.
Ce stade a accueilli de nombreuses rencontres entre différentes équipes nationales africaines, notamment Côte d'Ivoire-Mali le dimanche 27 mai 2012 qui se termine sur une victoire des Ivoiriens 2-1, ou bien la rencontre Mali-Sénégal le samedi 5 mars 2014 qui verra les 2 sélections se tenir en échec 1-1. Même si le stade a accueilli de nombreuses rencontres entre ces équipes nationales, la désignation du stade de Saint-Leu a de nombreuses fois suscité la polémique, surtout sur la capacité du stade à recevoir ce genre de matchs importants.